# أنطون ريهمان
انطون ريهمان (بالألمانية: Anton Rehmann)‏ (و. 1840 – 1917 م) هو عالم نبات، وأستاذ جامعي، وسياسي من بولندا . ولد في كراكوف. تولى منصب Member of the Diet of Galicia and Lodomeria .
توفي في لفيف ، عن عمر يناهز 77 عاماً.

## التعليم
تعلم في جامعة ياغيلونيا